# Stay Like This
Stay Like This is een nummer van de Britse singer-songwriter James Morrison uit 2015. Het is de tweede single van zijn vierde studioalbum Higher Than Here.
Het nummer behaalde alleen in het Nederlandse taalgebied de hitlijsten. In Nederland haalde het de 14e positie in de Tipparade, en in Vlaanderen de 59e positie in de Tipparade.